# Ионизационный калориметр
Ионизацио́нный калори́метр (от лат. calor — тепло и …метр) в физике элементарных частиц и ядерной физике — прибор, который измеряет энергию частиц. Большинство частиц, попадающих в калориметр, при взаимодействии с его веществом инициируют возникновение вторичных частиц, передавая им часть своей энергии. Вторичные частицы образуют ливень, который поглощается в объёме калориметра, и его энергия измеряется с помощью полупроводниковых, ионизационных детекторов, пропорциональных камер, детекторов черенковского излучения или сцинтилляционных детекторов. Энергия может быть измерена полностью (это требует полного поглощения частиц ливня в чувствительном объёме калориметра) либо частично, с последующим пересчётом поглощённой энергии в полную энергию первичной частицы. Как правило, калориметры имеют поперечную (относительно траектории частицы) сегментацию для получения информации о направлении движения частицы и выделившейся энергии, и продольную сегментацию для получения информации о форме ливня и, исходя из этого, — о типе частицы. Проектирование калориметров — активная область исследований в физике элементарных частиц, как при исследовании космических лучей, так и для изучения частиц в ускорителях.

## История
Ионизационный калориметр изобрели в 1954 году в СССР Н. Л. Григоров, В. С. Мурзин и И. Д. Рапопорт, он предназначался для исследования космических лучей. Первый действующий калориметр создали в 1957 году на Памире также для исследования космического излучения. Ионизационные калориметры 1950-х — 1960-х годов имели размеры порядка нескольких квадратных метров в сечении, массу в несколько десятков тонн и работали с частицами энергией от 100 ГэВ до 10 ТэВ. Самый большой из них вступил в строй в 1964 году, он имел массу 70 тонн и размещался на горе Арагац в Армении. С началом космической эры ионизационные калориметры для исследования космических лучей стали выводить в космос. Впоследствии ионизационные калориметры стали применяться и на ускорителях для измерения энергии вторичных частиц, возникших при столкновениях разогнанных до околосветовых скоростей ядер.

## Типы ионизационных калориметров
По типу детектируемых частиц ионизационные калориметры делятся на два класса:
- Электромагнитные калориметры спроектированы для измерения энергии частиц, которые взаимодействуют с веществом главным образом посредством электромагнитного взаимодействия (фотоны, заряженные лептоны).
- Адронные калориметры измеряют энергию частиц, взаимодействующих в основном посредством сильного взаимодействия (адронов).

По геометрии калоримеры разделяются на гомогенные и гетерогенные (семплинг-/сэмплинг-калориметры, от англ. sampling — «выборка; дискретизация»):
- Гетерогенный детектор состоит из чередующихся слоёв поглощающего и детектирующего материалов (сэндвич-геометрия). Поглощающим материалом служат тяжёлые элементы (медь, свинец, уран и т. п.). Предпочтительно использование тяжёлых ядер и в детектирующем материале, в качестве которого может выступать сцинтиллятор (например, вольфрамат свинца PbWO4) или черенковский радиатор (например, свинцовое стекло). В ходе остановки вторичных частиц ливня выделившаяся (в виде света) энергия собирается из детектирующих слоёв, преобразуется в электрический импульс (с помощью фотодетекторов — как правило, фотоэлектронных умножителей) и регистрируется.
- В гомогенном детекторе весь объём является детектирующим.

Адронные калориметры почти всегда являются гетерогенными, так как очень трудно создать детектор частиц (сцинтиллятор, полупроводниковый детектор и т. д.) таких размеров, чтобы обеспечить в нём полное развитие и поглощение адронного ливня. Электромагнитные калориметры же, как правило, являются гомогенными — электроны, позитроны и гамма-кванты, из которых состоит электромагнитный ливень, хорошо поглощаются в детектирующих материалах, и детектор может иметь разумные размеры.
Гомогенные калориметры имеют лучшее энергетическое разрешение, чем семплинг-калориметры.
Иногда для регистрации адронной и электромагнитной компонент ливня используют расположенные последовательно электромагнитный и адронный калориметры. Электромагнитная компонента ливня поглощается в первом из них, тогда как адронная компонента проходит его без значительных потерь и поглощается адронным калориметром. За адронным калориметром в этом случае ставят мюонные камеры для регистрации мюонов, обладающих большой проникающей способностью и слабо поглощающихся даже в массивных слоях адронного калориметра.
Калориметры используются практически во всех современных ускорительных экспериментах; в качестве примеров можно привести эксперименты ATLAS, КЕДР, СНД.